# Bror Lindh
Bror Lindh (født 19. juli 1877 i Frykerud i Kils kommun i Värmland, Sverige ; død 6. februar 1941 i Grava församling i Karlstads kommun, Värmland) var en svensk maler.
Som dreng hjalp Lindh sin far med dekorationsmaling. I Arvika mødte han Gustaf Fjæstad der ud over at undervise ham også opfordrede ham til at få en kunstnerisk uddannelse. 1899 blev han optaget som elev på Konstnärsförbundets malerskole. Efter en ulykkelig kærlighedshistorie slog han sig ned i Värmland med en spartansk livsførelse og fortsatte med studier hos Gustaf Fjæstad. 
I 1920'erne trak  Lindh sig ud af alt socialt liv og levede isoleret. Han døde i 1941.
| - Værker af Bror Lindh - Nordlys, 1900 - Landskab, 1901 - Skyer, 1906 - Skygge - Vinternat |